# UltraEdit
UltraEdit est un éditeur de texte créé par IDM Computer Solutions. L'interface utilisateur et l'aide en ligne du logiciel sont traduites dans diverses langues dont le français.
UltraEdit supporte entre autres l'édition de fichiers de taille virtuellement illimitée, la coloration syntaxique de code source (lorsque le langage est reconnu ou si ses mots-clés sont définis), les expressions rationnelles permettant d'assez puissantes possibilités de recherche et de remplacement de texte (y compris pour plusieurs fichiers simultanément), l'édition de fichiers distants (par FTP ou par SSH), l'affichage et l'édition de fichier binaire en hexadécimal ou en format texte, le reformatage de paragraphes, la gestion des fins de ligne de texte (CR/LF), la comparaison de fichiers pour détecter les différences, le tri de lignes de texte à l'intérieur d'un fichier, les conversions entre plateformes et codages (DOS, MAC, UNIX, ASCII, EBCDIC, OEM, ANSI), la vérification orthographique des textes et certains reformatages (gestion des espaces et tabulations). UltraEdit permet également la définition manuelle ou l'enregistrement de macros (à l'aide d'un langage et d'une interface rudimentaires). UltraEdit supporte le format texte international Unicode.

## Ses avantages
- Prévisualisation de nombreux formats syntaxiques
- Possibilité de rajouter un langage pour la coloration syntaxique par simple édition du fichier Wordfile.uew (dans le répertoire d'installation)
- Édition en colonne, permettant de déplacer ou d'éditer un bloc de texte pris au milieu de la page
- Gestion de multiples fichiers simultanément
- Édition de très gros fichiers (4 Go et plus, la limite est celle du disque, le programme ne charge en mémoire que la partie du fichier nécessaire)
- Comparateur de fichiers performant
- Inclut un client FTP SSH/Telnet
- Éditeur Hexadécimal
- Moteur de scripts
- Numérotation des lignes, fonctions de tri, de recherche et de remplacement avancées (expression régulières aussi appelées rationnelles)
- Source HTML intégré et HTML Tidy
- Correcteur orthographique (plusieurs versions nationales disponibles, le programme est traduit en plusieurs langues dont le français)
- Gestion UTF-8 et Unicode améliorées
- Il existe une version U3
- Disponible sous Windows, Linux et Mac